# Electrologica

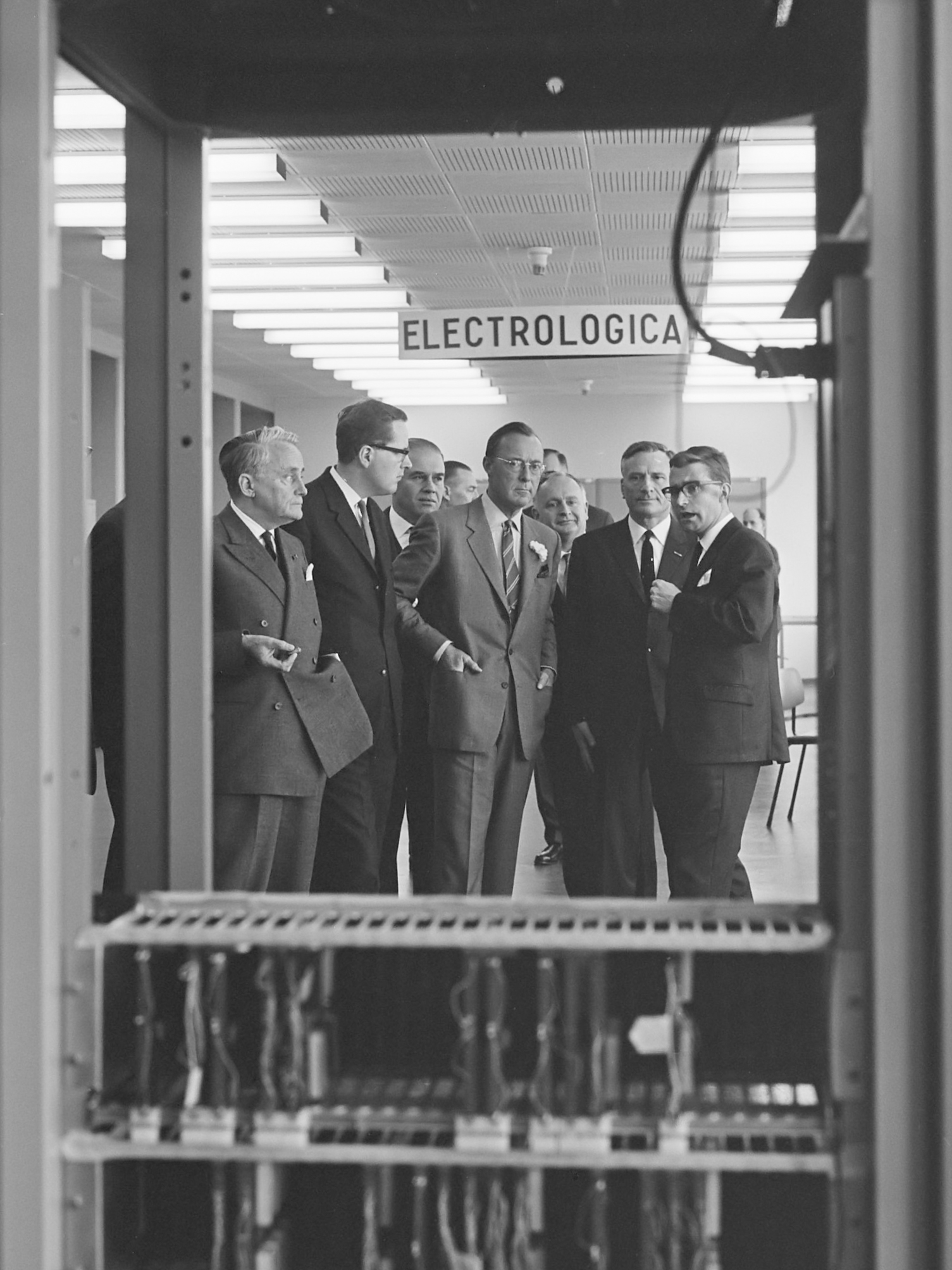
Prins Bernhard opende Electrologica te Rijswijk. Op de voorgrond een deel van de X8. (1964)

N.V. Electrologica was de eerste Nederlandse fabriek voor computers, die heeft bestaan van 1956-1968. Het bedrijf startte in Amsterdam en vestigde zich in 1964 op het bedrijventerrein Plaspoelpolder te Rijswijk (Zuid-Holland). 
De onderneming was een samenwerkingsverband tussen het Mathematisch Centrum, dat computers zoals de ARMAC had ontwikkeld, en een in 's-Gravenhage gevestigde verzekeringsmaatschappij, de Nillmij. Het Mathematisch Centrum had ervaring in het ontwikkelen van computers die volledig gebaseerd waren op transistors, wat een geweldige verbetering was vergeleken bij computers die met elektronenbuizen werkten. De verzekeringsmaatschappij nam deel omdat omstreeks deze tijd de mainframecomputers begonnen door te dringen in de administratieve sector. Het doel van het bedrijf was om de kennis, die door het Mathematisch Centrum was opgedaan, te commercialiseren. Daartoe werden achtereenvolgens twee computertypen op de markt gebracht: de EL X1 van 1958 tot 1964, en de EL-X8 van 1964 tot 1968. Deze computers waren hun tijd redelijk ver vooruit, ook wat betreft compilers, want het gebruikte het gestructureerde Algol, waar veel minder gestructureerde talen als Fortran en COBOL bij de meeste andere computers de boventoon voerden. De compiler werd geschreven door Edsger Dijkstra en Jaap Zonneveld. Verder waren er veel ontwikkelingen in de randapparatuur, zoals 'snelle' ponsbandlezers en trommelgeheugens.
De ontwikkeling van de digitale computers ging echter sneller dan verwacht, waardoor partner Nillmij de investeringskosten niet langer meer kon opbrengen. Daarom werd gepoogd om Electrologica te verkopen. De koper was Philips, dat omstreeks 1960 een eigen computerdivisie had opgericht: Philips Computer Industrie (PCI), die in 1968 een eigen fabriek in Apeldoorn startte. Uit angst voor een overname door de concurrenten, zoals IBM, werd Electrologica in 1968 door Philips overgenomen. Philips veranderde daarna de naam van PCI in Philips-Electrologica. Onmiddellijk werd de productie van de X8 stopgezet en een groot deel van het personeel had, in afwachting van de overplaatsing naar Apeldoorn, gedurende enige tijd niet veel werk meer omhanden.

## Trivia
De X8 bestond uit een grote verzameling kasten waarin rekken waren geplaatst, de zogenaamde muizenkooien. Hierin werden printplaten geschoven waarop tal van schakelingen (zoals flip-flops, NAND-poorten, OR-poorten) waren aangebracht. Deze schakelingen zaten op kleine printplaatjes met daaromheen een per functie gekleurd kapje, ter grootte van een lucifersdoosje. Daarom werd een dergelijke printplaat wel bollenveld genoemd. De diverse muizenkooien werden aan de achterzijde door enorme draadbundels met elkaar verbonden. Verbindingen werden gelegd door middel van de wire-wrap techniek, waarbij met een soort roterend pistool een koperdraad om een vierkante pen werd gewikkeld, een handeling die bij de minder geoefende werker gemakkelijk tot draadbreuk kon leiden.